# 엑스노트 미니 X200
엑스노트 미니 X200(Xnote Mini X200)는 LG전자가 2010년 2월 22일에 출시한 넷북 컴퓨터이다.